# 斯雷普尼爾

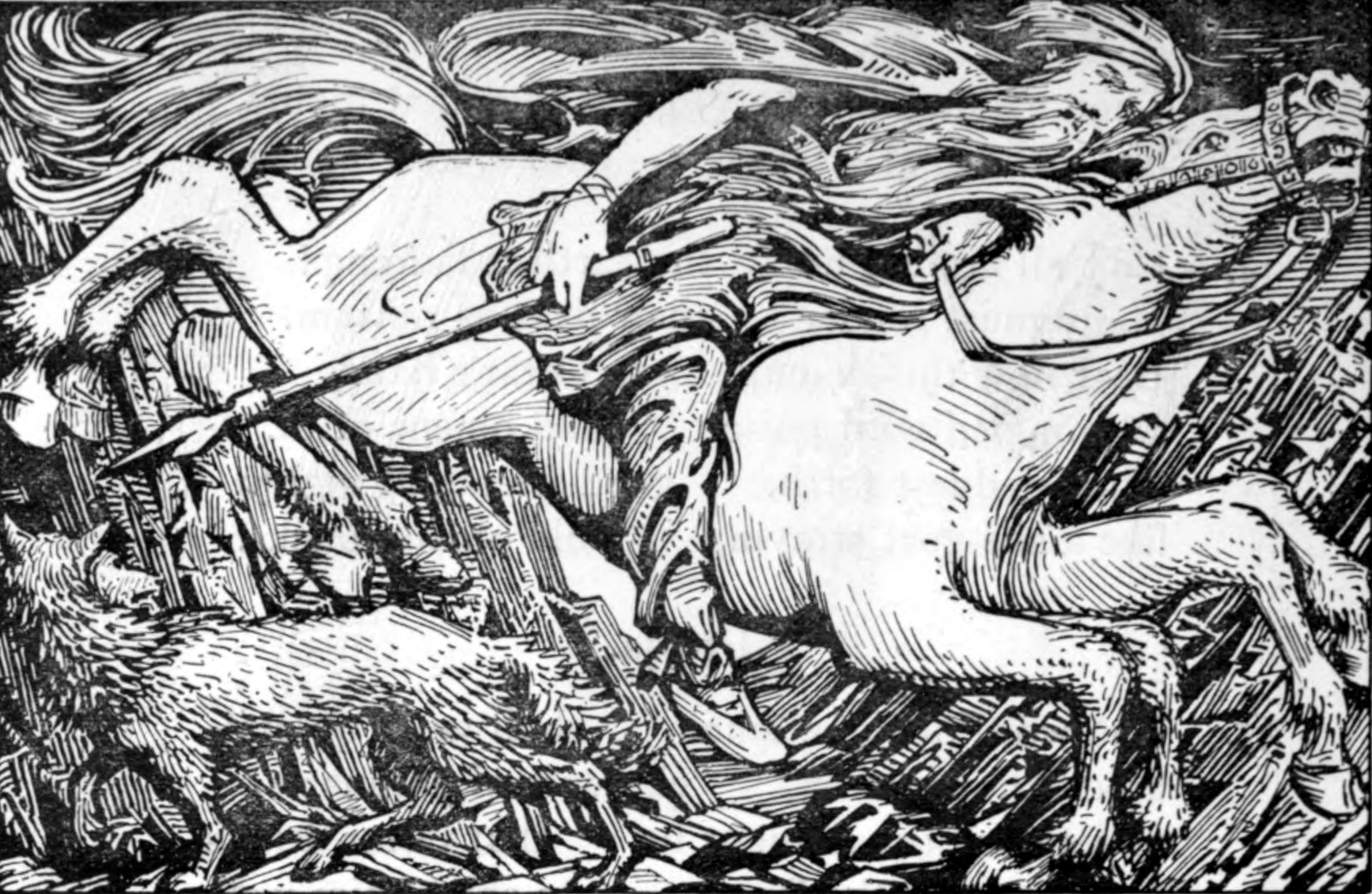
騎著斯雷普尼爾的奧丁。

斯雷普尼爾（Sleipnir），另譯斯萊普尼斯。是北欧神话中奥丁的座骑，一匹有八只脚的神骏天马，所以也譯為八腳馬。在《詩體埃達》及《散文埃達》中指斯雷普尼爾是由洛基及斯瓦迪爾法利所生，是最好的馬。奧丁曾策騎牠到冥府。《散文埃達》亦紀錄了牠的出生及身體呈灰色。13世紀《赫瓦拉爾薩迦》內的一個謎語曾提及斯雷普尼爾；《沃爾松格薩迦》指牠是格拉尼的祖先；《丹麥人的事迹》內亦有提及牠。
斯雷普尼爾與薩滿教的儀式有關。冰島傳說更指牠創造了馬蹄峽谷。

## 證言

### 詩體埃達

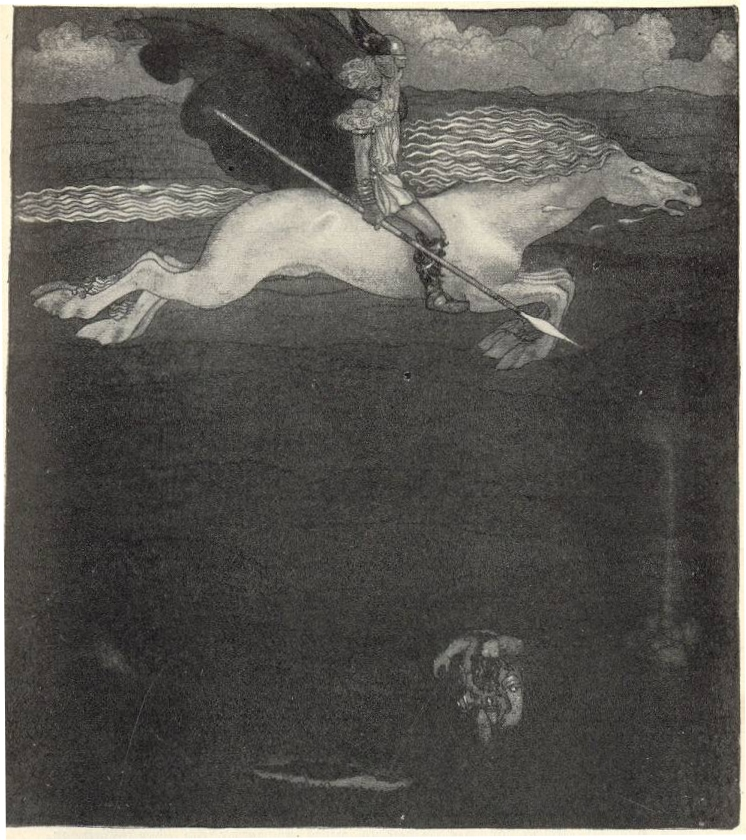
約翰·鮑爾（John Bauer）繪畫的《奧丁與斯雷普尼爾》

斯雷普尼爾在《詩體埃達》的《Grímnismál》、《Sigrdrífumál》、《Baldrs draumar》及《Hyndluljóð》中出現。在《Grímnismál》中，格里姆尼爾對一個小童述說斯雷普尼爾是世上最佳的馬。在《Sigrdrífumál》中，女武神史基尼爾向英雄西居爾指盧恩字母要以斯雷普尼爾的牙齒來砌開。《Baldrs draumar》中描述了奧丁將馬鞍放在斯雷普尼爾背上，策騎牠到了冥府。《Völuspá hin skamma》提述洛基與斯瓦迪爾法利生下斯雷普尼爾。

### 散文埃達

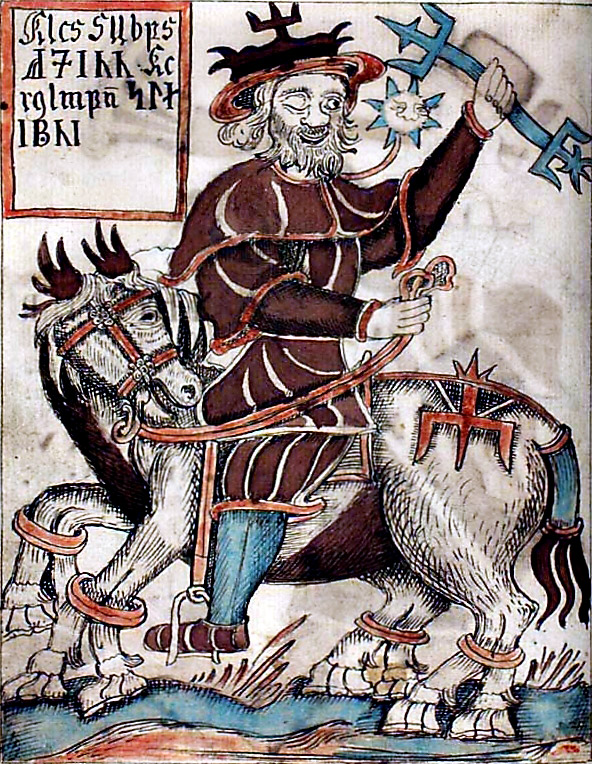
18世紀冰島的一幅圖畫描繪了奧丁及斯雷普尼爾。

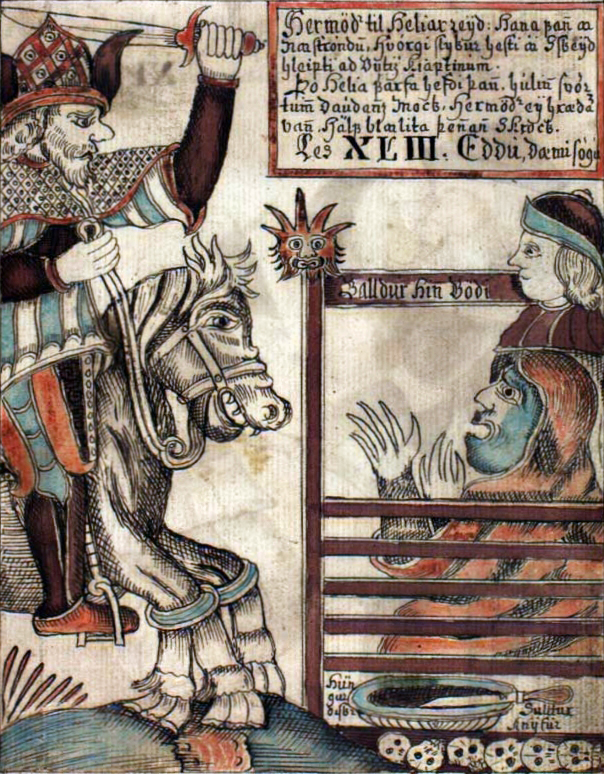
18世紀《散文埃達》的插圖，描繪有騎在斯雷普尼爾上的赫爾莫德（左）、巴爾德爾（右上）及海拉（右下）。

在《散文埃達》的《Gylfaginning》，斯雷普尼爾最初在第十五章中出現。阿薩神族每天都會騎馬經過彩虹橋，在阿薩神族馬匹中名單中，以斯雷普尼爾為首，屬於奧丁及有八隻腳。
斯雷普尼爾的出處在第四十二章中有所描述。甘格勒利詢問斯雷普尼爾的所屬及其詳細。在眾神來到塵世及瓦爾哈拉之時，一名沒有名字的建造師承諾在三個季節之內為眾神建立堡壘，抵抗入侵者，以換取女神弗蕾亞、蘇爾及瑪尼。經過一翻討論後，眾神接納了這項提議，但加入了一列的限制，包括在沒有其他人的幫助下在限時內完成工程。建造師只要求他可以使用斯瓦迪爾法利，在洛基的影響下得到接納。斯瓦迪爾法利擁有建造師的兩倍力量，並且能搬起令眾神驚訝的巨石。建造師及斯瓦迪爾法利的進度順利，在限期前的三天，工程已接近完成。眾神開會商討，指洛基需為此而負責，並且若洛基不能找到令建造師放棄的計劃，洛基將不得好死。洛基懼怕，發誓必定會想到辦法。當晚，建造師與斯瓦迪爾法利繼續搬運石頭，到了樹林突然走來一隻雌馬。雌馬向斯瓦迪爾法利嘶叫，斯瓦迪爾法利為牠而瘋狂，拋下車子走向雌馬。雌馬走入樹林，斯瓦迪爾法利跟隨，建造師從後追趕。兩匹馬整晚在追逐，令建造師停工，整項工程亦因而未能延續。當阿薩神族發現該建造師是霜巨人，眾神否認其承諾，並叫來索爾。索爾來到殺死了建造師。洛基與斯瓦迪爾法利後來生了一隻有八隻腳及灰色的幼馬：斯雷普尼爾。
巴德爾的死在第四十九章中提及。赫爾莫德策騎斯雷普尼爾到冥府解救巴德爾。赫爾莫德在不能看見的深谷中走了九個晚上，來到了吉歐爾，遇上守著橋的莫德古德。莫德古德指曾見到五隊死人渡橋。赫爾莫德與斯雷普尼爾繼續向北及向下往冥府。來到冥府門口時，赫爾莫德下馬紮好斯雷普尼爾的腰圍，上馬驅策。斯雷普尼爾一躍跳過大門，到達冥府。赫爾莫德向海拉求回巴德爾，並得到應允。赫爾莫德及巴德爾按來路回到亞斯格特。
在《Skáldskaparmál》第十六章中提到一個比喻「斯雷普尼爾的親屬」。在第十七章中，奧丁策騎斯雷普尼爾到達約頓海姆，來到霜巨人赫朗格尼爾的住所。赫朗格尼爾指奧丁所騎的是極好的馬。奧丁指在約頓海姆找不到比斯雷普尼爾更好的馬。赫朗格尼爾指牠有一隻步履更長的馬：古爾法克西。 在第五十八章中，斯雷普尼爾被列在一群馬當中。

### 赫瓦拉爾薩迦
在《赫瓦拉爾薩迦》中，蓋斯頓布林德開了一道謎題：「哪兩個共有十隻腳，三隻眼，但只有一條尾。」海德雷克回答：「你的謎題很好，那正是奧丁騎在斯雷普尼爾之上。」

### 沃爾松格薩迦
《沃爾松格薩迦》第十三章中，英雄西居爾在往樹林的路上遇到了一個從未見過的長鬚老人。西居爾說他要選擇馬匹，並要求老人與他一同前往。老人叫他將馬匹帶到河上，所有馬匹都立時游回岸邊，只有一匹年輕及駿美的灰馬沒有回來。老人說這匹馬是斯雷普尼爾的後裔，必定是世上最好的馬。說罷老人就消失了。西居爾將此馬命名為格拉尼，而那老人正是奧丁本人。

### 丹麥人的業績
一般認為斯雷普尼爾曾在《丹麥人的業績》中出現。在第一冊中，年輕的Hadingus與Liserus及一個失去了一隻眼的老人與庫爾蘭的統治者開戰。Hadingus與Liserus戰敗，老人與他們騎在其馬上逃走到老人的家。老人唱出了一道預言，並將Hadingus帶回起初上馬的地方。在回程中，Hadingus在老人的斗篷下發抖，從孔中看見他們在空中飛翔。

## 考古紀錄
在瑞典哥得蘭島上有兩塊8世紀的圖畫石畫有八腳的馬匹，很多學者都認為那就是斯雷普尼爾，而其上的相信就是奧丁。

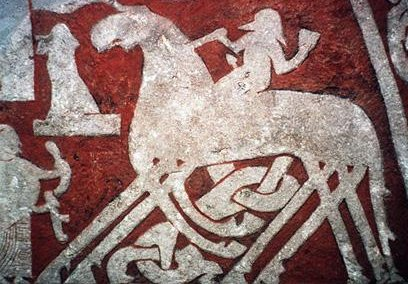
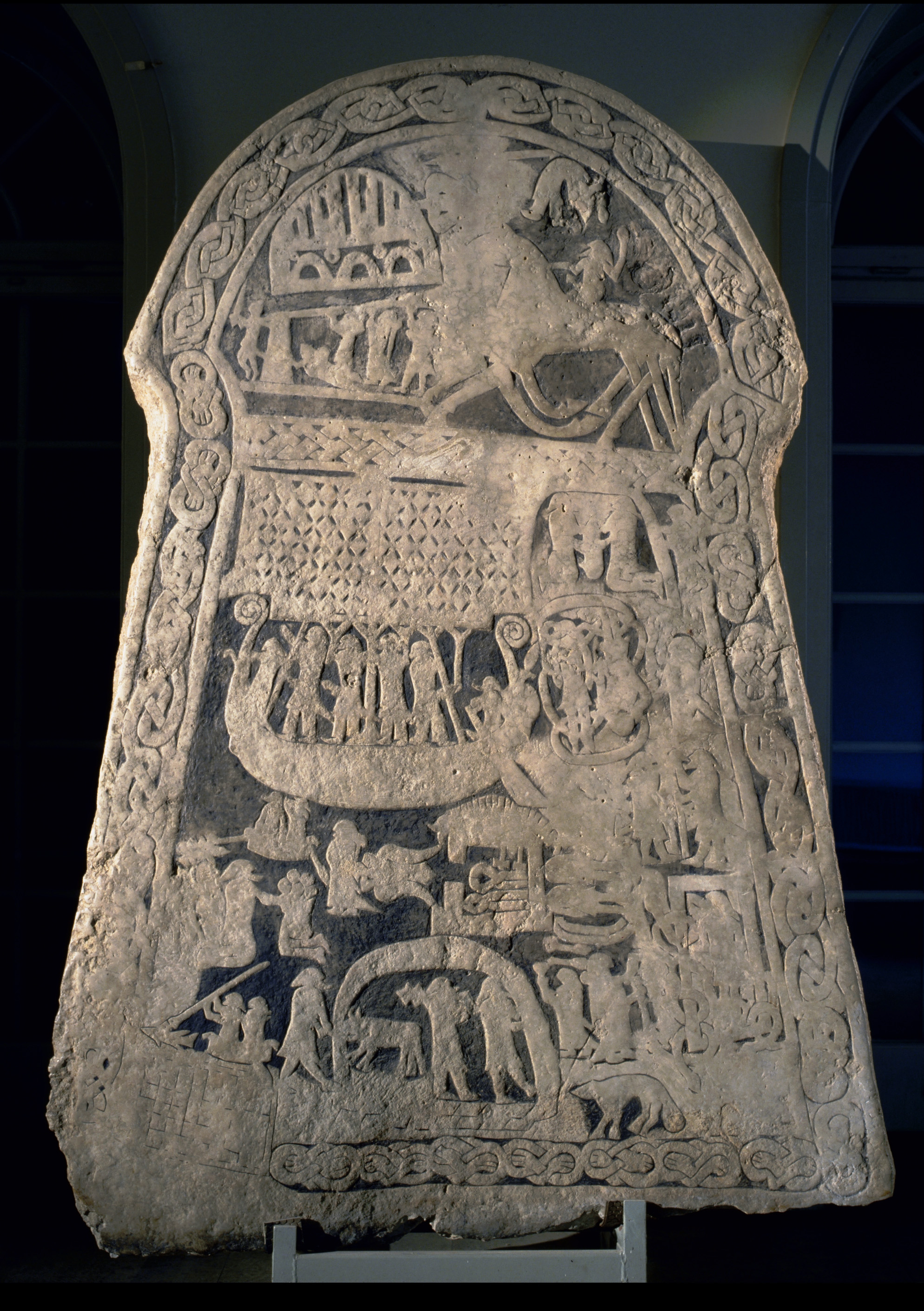

## 理論
約翰·林朵（John Lindow）根據描述巴德爾葬禮的《家之頌歌》中，認為斯雷普尼爾與冥府的關聯為其中一個比喻提供了特別的優越感。他認為在比喻中提到斯雷普尼爾，是要顯示斯雷普尼爾在巴德爾未能復生中的角色。斯雷普尼爾很明顯是過往幾十年異教神話的活躍者。牠的八隻腳代表其高速或是與某一種不明的祭祀活動有關。
愛麗思·戴維森（Hilda Ellis Davidson）指奧丁的八腳馬是薩滿教的一般戰馬。薩滿教進入天堂或冥府之時，往往會騎在一些鳥類或動物之上。由於這些生物可以變更，故馬匹也較為普遍。她進而指出斯雷普尼爾的八隻腳是與嘉年華會或巡遊有關，而最接近的則是在葬禮上由四人抬起死者的棺木；這個死者就彷彿是騎在有八隻腳的戰馬。
在北歐神話中，斯雷普尼爾及霍瓦爾普尼爾是能夠穿越地上及天空，亞斯格特、塵世及厄特加爾，並活人及死人的世界的主要例子。

## 對現今的影響

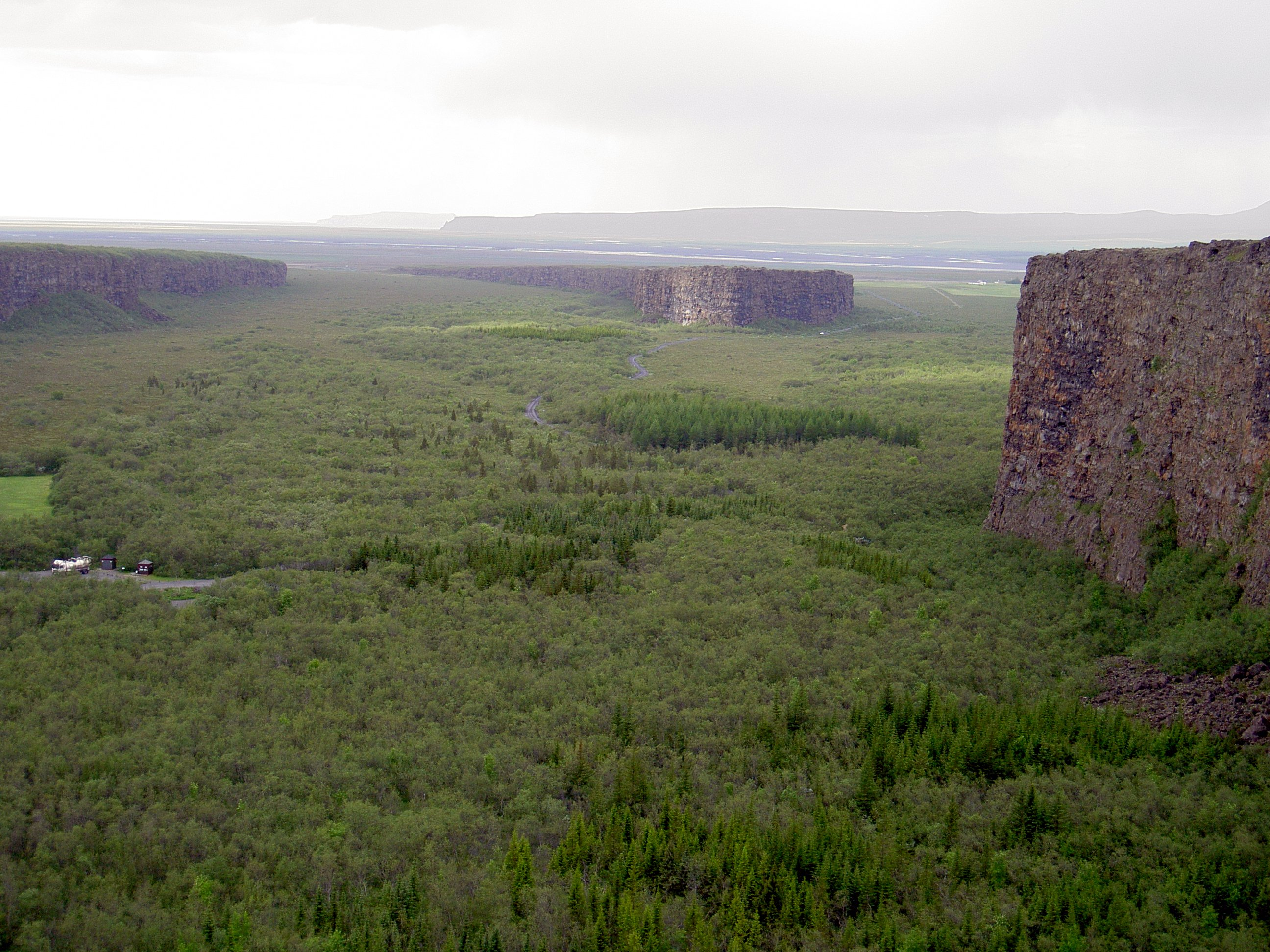
馬蹄形的澳斯保吉峽谷。

- 根據冰島傳說，馬蹄形的澳斯保吉峽谷是由斯雷普尼爾所造成的。[9]
- 在挪威奧斯陸市政廳外牆上掛上了一幅「奧丁與斯雷普尼爾」的木雕刻。[10]
- 有很多北歐的船隻都是以斯雷普尼爾來命名。[9]
- 英格蘭溫士伯里，名字是取自古英語的奧丁，就豎立了一個斯雷普尼爾的雕象。[11]
- 日本網頁瀏覽器Sleipnir亦是以牠來命名。[12]
- 在日本动画『ALDNOAH.ZERO』中為男主人公界塚伊奈帆搭乘的橘色機體的名字。